# نادي الحسنين
نادي الحسنين الرياضي هو أحد أندية الدوري العراقي
  يلعب في الدوري العراقي الدرجة الأولى.